# Église Saint-Pierre d'Ancenis
L'église Saint-Pierre est une église située à Ancenis-Saint-Géréon, en France.

## Localisation
L'église est située sur la commune de Ancenis, dans le département de la Loire-Atlantique.

## Description
L'église est de style gothique.
Les vitraux sont de Raphaël Lardeur et datent de 1946.
La tour clocher constitue l'entrée principale, la base est gallo-romaine et supporte un narthex avec contreforts du XVe siècle. Le "donjon horloge" est daté du XIXe siècle.
La nef et l'abside datent respectivement des XVIe et XVIIe siècles. La nef s'ouvre sur les bas-côtés par des arcs de plein cintre retombant sur des colonnes massives. Le transept est la seule partie voutée de pierres avec clés pendantes de style Plantagenet (fin XVe siècle).

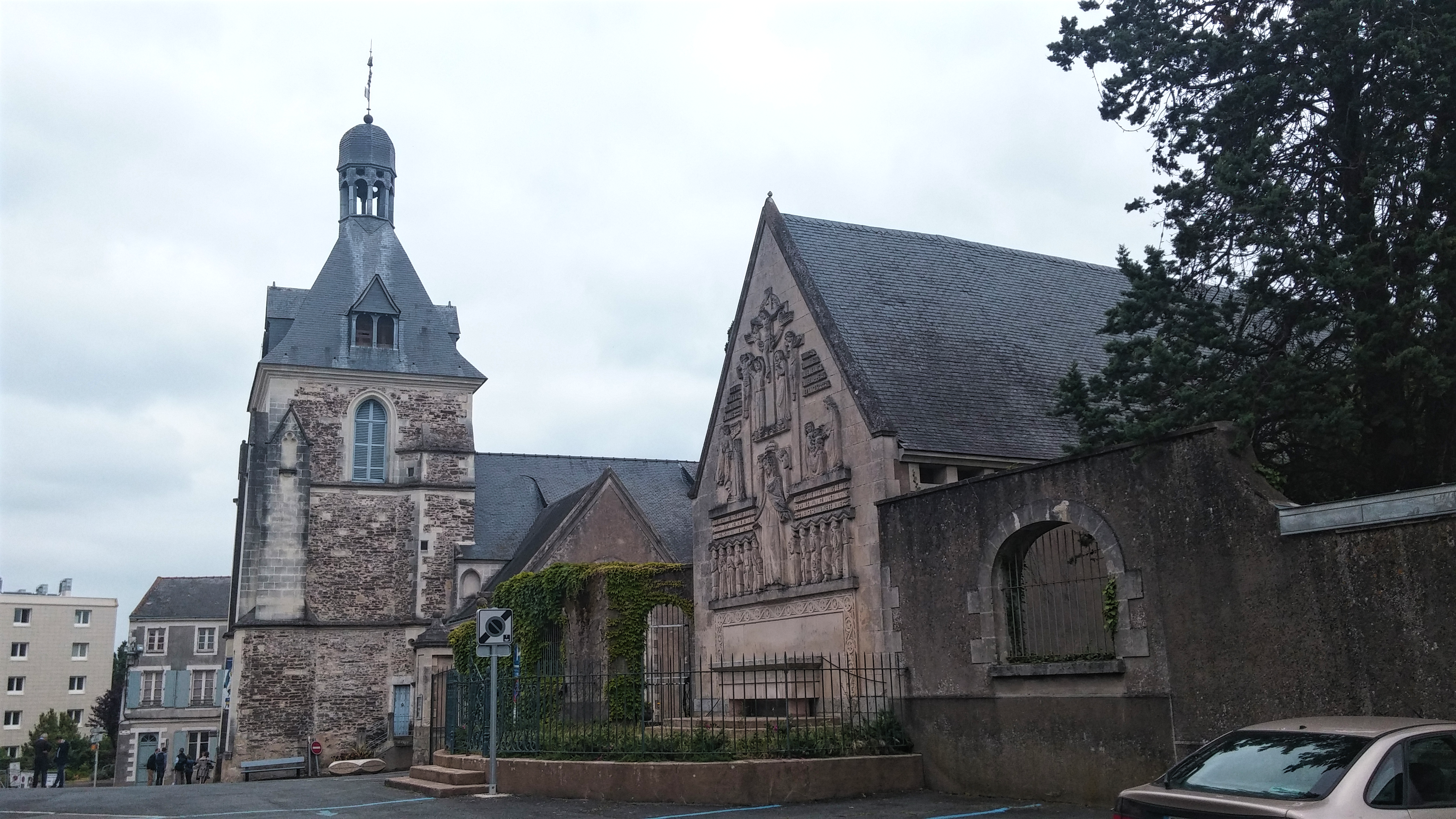
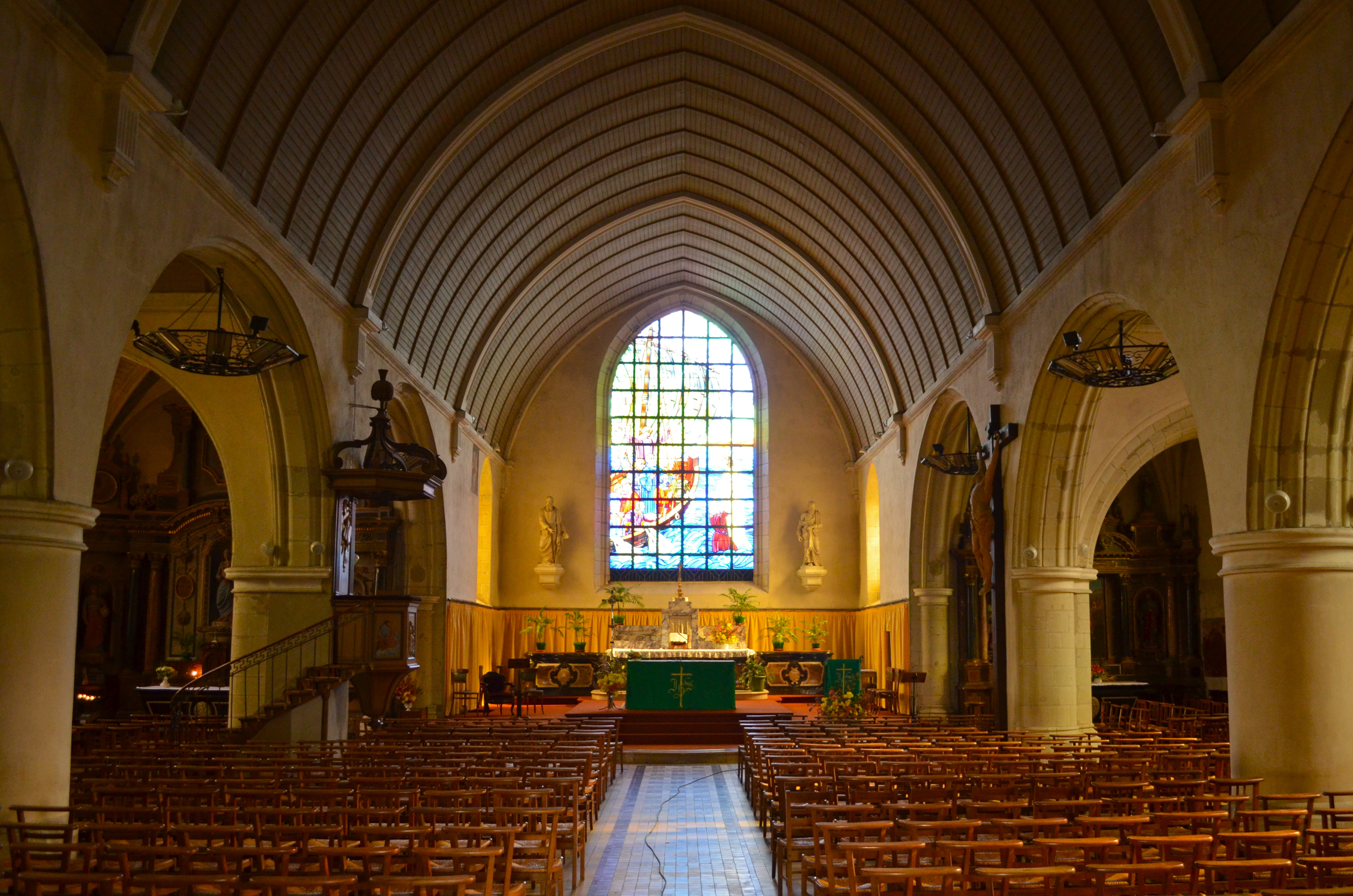
Nef.
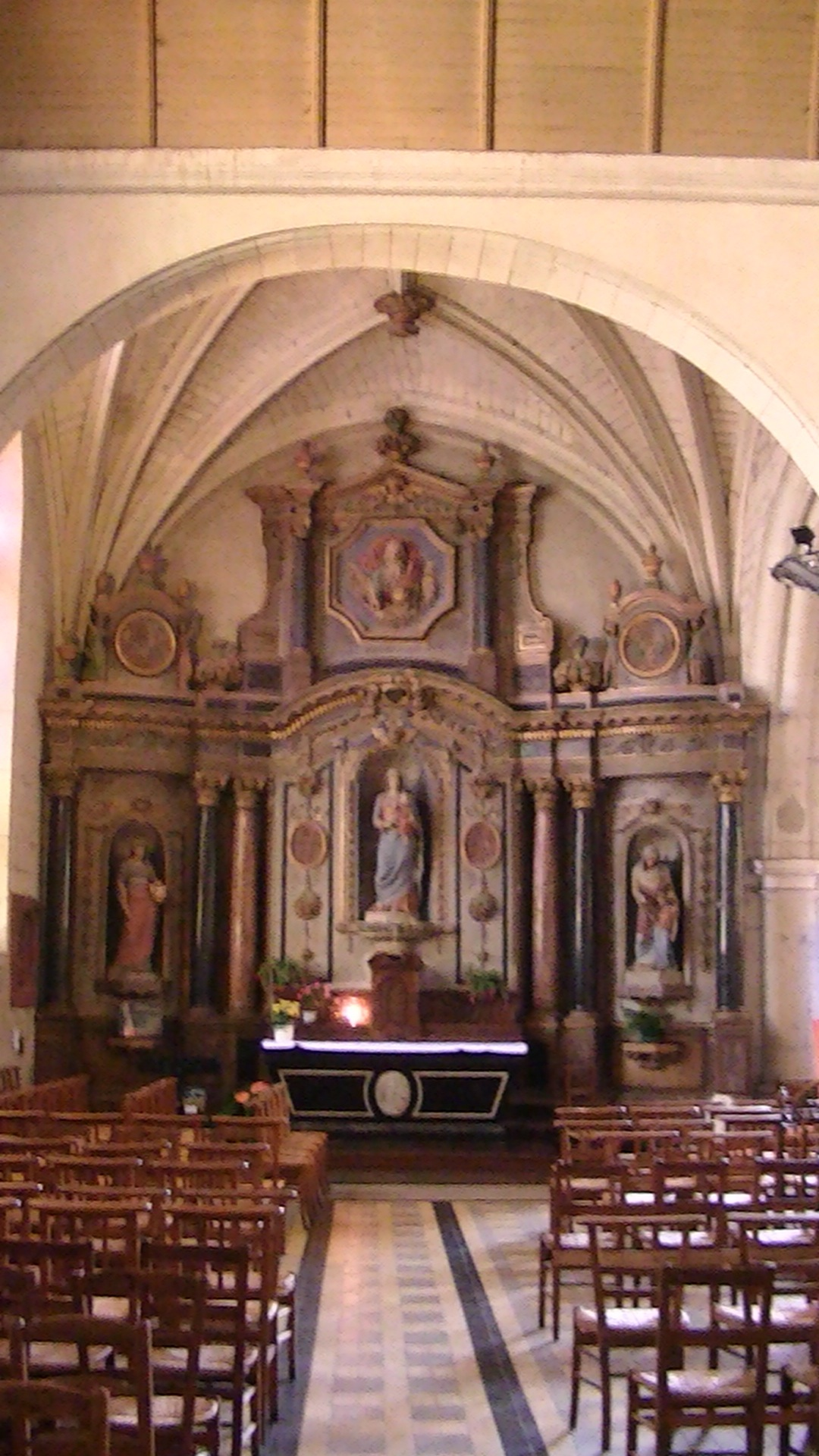
Transept.

## Historique
Le monument est inscrit au titre des monuments historiques en 1926.